# 无眠
《无眠》是挪威作家约恩·福瑟所作的一部中篇小说，讲述一对年轻情侣闯荡大城市的故事。2015年，福瑟因小说三部曲《无眠》、《乌拉夫的梦》和《疲倦》获北欧理事会文学奖。

## 情节
故事发生在几百年前。阿斯勒和阿莉达是一对来自小镇杜尔基亚的年轻情侣。阿斯勒的父母都过世了，在他母亲的葬礼上，他想的却是阿莉达。他的父亲西格瓦尔是当地的小提琴手，在婚礼上拉琴。阿斯勒继承了小提琴，这几乎是他全部的家当。阿莉达的父亲阿斯拉克是歌手，有一天突然离开了不再回来。她逃离了母亲赫迪斯，拿走了一些钱和食物，和阿斯勒一起浪迹天涯。本来住着的那个船库，它的主人，一个和阿斯勒大约同龄的年轻时将他们赶出来了。他们开船穿过峡湾，去到比约格文（今天的卑尔根），当时挪威最大的城市。在冰冷的雨夜他们找不到出租的住房，困倦得要睡着了。阿莉达梦见了阿斯勒拉琴，她父亲唱歌。最后他们睡到了一间厨房里的长凳上。阿莉达快要分娩了，阿斯勒出去找了一个老太太来接生，他们的孩子小西格瓦尔就在那里诞生了。

## 分析
小说中情侣的经历部分的模拟了福音书中约瑟和玛利亚的命运。行文带有神秘主义的色彩，语言有一种复古的风格。随着叙事的进行，过去和现在相互嵌合，纯真和残酷交替出现。书中用一种令人窒息的笔调，揭示了那个时代贫富悬殊所造成的不公正。而艺术也是一个重要的主题，小提琴是主人公阿斯勒最重要的手艺，可是维持它却需要相当的代价。